# Wereldkampioenschap handbal mannen 1958
Het 3de Wereldkampioenschap Handbal Mannen vond plaats in de Duitse Democratische Republiek (DDR) van 27 februari tot en met 8 maart 1958.
De 16 deelnemende landen werden in de voorronde verdeeld over vier poules van vier landen. De twee beste teams uit elke poule gingen door naar de hoofdronde, waar gespeeld werd in twee poules van vier teams. De winnaars van hoofdgroep A en hoofdgroep B speelden de finale tegen elkaar, de nummers twee uit de groepen speelden om het brons, de nummers drie speelden om de vijfde plek en de laatsten uit de groep speelden om de zevende plaats.
Zweden wist na 1954 opnieuw wereldkampioen te worden door Tsjecho-Slowakije te verslaan in de finale. Het brons ging naar Duitsland, dat Denemarken wist te verslaan in de strijd om het brons.
Duitsland stuurde een gezamenlijk team met handballers uit de Bondsrepubliek (West-Duitsland) en de DDR (Oost-Duitsland).
| WK 1958 | WK 1958           |
| ------- | ----------------- |
| Goud    | Zweden            |
| Zilver  | Tsjecho-Slowakije |
| Brons   | Duitsland         |
| 4.      | Denemarken        |
| 5.      | Polen             |
| 6.      | Noorwegen         |
| 7.      | Hongarije         |
| 8.      | Joegoslavië       |

| WK 1958 | WK 1958    |
| ------- | ---------- |
| 9.      | Frankrijk  |
|         | IJsland    |
|         | Oostenrijk |
|         | Spanje     |
| 13.     | Roemenië   |
|         | Finland    |
|         | Brazilië   |
|         | Luxemburg  |

## Resultaten

### Voorronde
| Wedstrijd        | Uitslag |
| ---------------- | ------- |
| Zweden - Spanje  | 31-11   |
| Polen - Finland  | 14-14   |
| Spanje - Finland | 19-16   |
| Zweden - Polen   | 19-14   |
| Polen - Spanje   | 25-11   |
| Zweden - Finland | 27-16   |

| Group A | Gespeeld | Doelsaldo | Ptn. |
| ------- | -------- | --------- | ---- |
| Zweden  | 3        | 77-41     | 6    |
| Polen   | 3        | 53-44     | 3    |
| Spanje  | 3        | 41-72     | 2    |
| Finland | 3        | 46-60     | 1    |

| Wedstrijd             | Uitslag |
| --------------------- | ------- |
| Duitsland - Luxemburg | 46-4    |
| Noorwegen - Frankrijk | 17-13   |
| Noorwegen - Luxemburg | 41-8    |
| Duitsland - Frankrijk | 32-12   |
| Frankrijk - Luxemburg | 41-8    |
| Duitsland - Noorwegen | 19-9    |

| Groep B   | Gespeeld | Doelsaldo | Ptn. |
| --------- | -------- | --------- | ---- |
| Duitsland | 3        | 97-25     | 6    |
| Noorwegen | 3        | 67-40     | 4    |
| Frankrijk | 3        | 66-57     | 2    |
| Luxemburg | 3        | 20-128    | 0    |

| Wedstrijd                     | Uitslag |
| ----------------------------- | ------- |
| Tsjecho-Slowakije - IJsland   | 27-17   |
| Hongarije - Roemenië          | 16-16   |
| IJsland - Roemenië            | 13-11   |
| Tsjecho-Slowakije - Hongarije | 26-11   |
| Hongarije - IJsland           | 19-16   |
| Tsjecho-Slowakije - Roemenië  | 21-13   |

| Group C           | Gespeeld | Doelsaldo | Ptn. |
| ----------------- | -------- | --------- | ---- |
| Tsjecho-Slowakije | 3        | 74-41     | 6    |
| Hongarije         | 3        | 46-58     | 3    |
| IJsland           | 3        | 46-57     | 2    |
| Roemenië          | 3        | 40-50     | 1    |

| Wedstrijd                | Uitslag |
| ------------------------ | ------- |
| Denemarken - Brazilië    | 32-12   |
| Joegoslavië - Oostenrijk | 35-8    |
| Oostenrijk - Brazilië    | 24-12   |
| Denemarken - Joegoslavië | 20-12   |
| Joegoslavië - Brazilië   | 22-9    |
| Denemarken - Oostenrijk  | 22-18   |

| Groep D     | Gespeeld | Doelsaldo | Ptn. |
| ----------- | -------- | --------- | ---- |
| Denemarken  | 3        | 74-42     | 6    |
| Joegoslavië | 3        | 69-37     | 4    |
| Oostenrijk  | 3        | 50-69     | 2    |
| Brazilië    | 3        | 33-78     | 0    |

### Hoofdronde
| Wedstrijd                     | Uitslag |
| ----------------------------- | ------- |
| Duitsland - Hongarije         | 22-15   |
| Tsjecho-Slowakije - Noorwegen | 21-10   |
| Noorwegen - Hongarije         | 23-21   |
| Tsjecho-Slowakije - Duitsland | 17-14   |

| Groep 1           | Gespeeld | Doelsaldo | Ptn. |
| ----------------- | -------- | --------- | ---- |
| Tsjecho-Slowakije | 3        | 64-35     | 6    |
| Duitsland         | 3        | 55-42     | 4    |
| Noorwegen         | 3        | 42-61     | 2    |
| Hongarije         | 3        | 47-71     | 0    |

| Wedstrijd            | Uitslag |
| -------------------- | ------- |
| Denemarken - Polen   | 22-15   |
| Zweden - Joegoslavië | 26-9    |
| Polen - Joegoslavië  | 9-7     |
| Zweden - Denemarken  | 13-12   |

| Groep 2     | Gespeeld | Doelsaldo | Ptn. |
| ----------- | -------- | --------- | ---- |
| Zweden      | 3        | 64-35     | 6    |
| Denemarken  | 3        | 55-42     | 4    |
| Polen       | 3        | 42-61     | 2    |
| Joegoslavië | 3        | 47-71     | 0    |

### Finalewedstrijden
| Wedstrijd                  | Uitslag |
| -------------------------- | ------- |
| 7de/8ste plaats            |         |
| Hongarije - Joegoslavië    | 24-16   |
| 5de/6de plaats             |         |
| Polen - Noorwegen          | 20-18   |
| 3de/4de plaats             |         |
| Duitsland - Denemarken     | 16-13   |
| Finale                     |         |
| Zweden - Tsjecho-Slowakije | 22-12   |